# Калуве, Катлен де
Катле́н Де Калуве́ (нидерл. Katleen De Caluwé; 22 декабря, 1976 года, Рет, провинция Антверпен, Бельгия) — бельгийская легкоатлетка, бегунья на короткие дистанции, специализируется на 100 метров. Участница Летних Олимпийских игр 2004 года в эстафете 4*100 метров.

## Биография
Участница Летних Олимпийских игр 2004 года в эстафете 4*100 метров, в которой с подругами по команде, Ким Геварт, Элоди Уэдраого и Лин Хёйгебарт, заняли 6 место и установили национальный рекорд Бельгии — 43,08.
Завершила спортивную карьеру в 2007 году.